# Дом културе „Вук Караџић” Омољица
Дом културе „Вук Караџић” је градска установа Панчева за развој културе и уметности. Налази се на Тргу Светог Саве 1, у Омољици.

## Историјат
Дом културе „Вук Караџић” је основан 1953. године у Омољици. Основна делатност му је културно–уметничко стваралаштво. Организују музичке и сценске програме, фестивал аматерског филма и салон уметничке фотографије. Циљ му је подршка уметницима и пружање квалитетног садржаја суграђанима. У склопу Дома културе садрже библиотеку и филмску школу, као и четири запослена. У оквиру Дечје недеље су одржали креативну радионицу за децу.